# Gruyères (Svájc)
Gruyères (Németül: Greyerz; Fribourg-i dialektusban: Grevire kiejtéseⓘ) svájci település Fribourg kanton déli részén. A Saane völgyének felső részén elterülő középkori település fontos turisztikai célpont, hírnevét öregbíti a helységből származó sajtfajta, a Gruyère is.

## Fekvése
Gruyères 810 m tengerszint feletti magasságban fekszik, Bulle-tól, a kerület székhelyétől 4,5 km-re délkeleti irányban. A városka központi része a Moléson hegy északkeleti lábánál, egy különálló dombon terül el, annak a helynek a közelében, ahol a Saane elhagyja a Fribourg-i Alpokat.
A település 28,39 km² alapterülete 1997-ben a következőképp oszlott meg: beépített terület 5%, erdő 49%, mezőgazdasági terület 41%, nem használt terület 5%.
Közigazgatásilag a városhoz tartozik Epagny és Pringy, illetve Saussivue falucska és Moléson-Village turistaközpont is. Gruyères szomszédos települései: Broc, Charmey, Bas-Intyamon, Haut-Intyamon, Semsales, Vaulruz, Vuadens, Bulle és Le Pâquier.

## Története

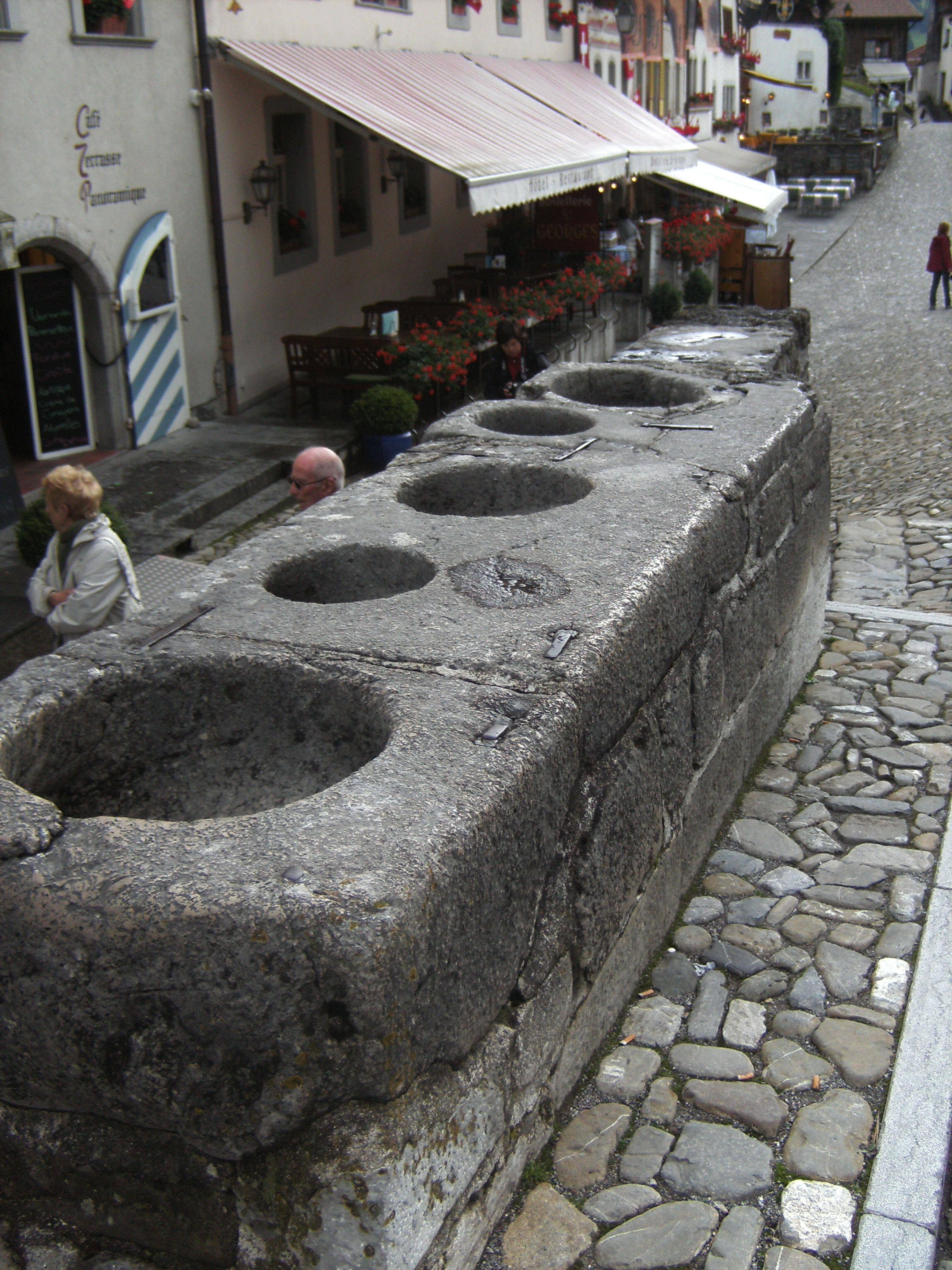
A várúrnak beszolgáltatott termények űrmértéke

Epagny-nál talált régészeti leletek bizonyítják, hogy a környék már a bronzkorban és a Hallstatti kultúra idején is lakott volt. Ugyancsak ott találtak rá egy, a La Tène-korból származó temetkezési helyre, illetve egy, a 2. és a 3. században lakott római villa maradványaira. Valószínűleg Gruyères dombja is lakott volt a római korban.
A település első írásos említése 1138/1139-ből való de Grueri formában. Neve valószínűleg a daru francia megnevezéséből (grue) származik.
A városka Gruyères grófjainak kastélya közelében alakult ki, és hamarosan fejlődésnek indult, mivel a grófoktól vásártartási jogot kapott. Ezt a jogot 1196 után elveszítette, így a közeli Bulle lett a régió kereskedelmi központja.
1244-ben Gruyères grófságával együtt a Savoyai grófok vazallusi birtoka lett. A Saint-Théodule-templom elkészültéig és 1254-es felszenteléséig a település egyházilag is Bulle-hoz tartozott.
A 13. században újra vásárjogot, illetve további előjogokat kapott. A városi rangot IV. Rudolf gróf 1397-ben erősítette meg, és a 15. századtól a városka lakói viszonylagos szabadságot élvezhettek: saját maguk választhatták meg a várost irányító Tizenkettők tanácsát. A mezőgazdasági termékekkel való kereskedésnek köszönhetően jólét jellemezte a települést.
Miután 1554-ben Gruyères grófjai csődbe mentek, a város 1555-ben a Gruyères helytartóság fennhatósága alá került, melynek 1814-ig székhelye is volt.
1611-ben a Gruyères lakosságát a pestis tizedelte meg, és több mint 140 áldozatot szedett. Az 1653-as parasztháború alatt a kastély a fribourgiak kezére került, a város lakóinak pedig adózniuk kellett.
A Helvét Köztársaság megszületésével a helytartóságok prefektúrákká alakultak, Gruyères pedig a Gruyères-i prefektúra székhelye lett. Az 1848-ban bevezetett új kantoni alkotmány értelmében a város elveszítette kerületi székhely státusát, a székhelyi rang pedig Bulle-ra szállt.

## Népessége
2011-ben Gruyères lakossága 1867 fő volt, amelynek elsöprő többsége (több mint 90%) francia anyanyelvű. Mellettük elenyésző számban élnek német, olasz, portugál és romans nyelvet beszélők is.
2008-ban a lakosság 50,6%-a férfi és 49,4%-a nő volt. 2011-ben az 1867 lakosból 952 férfi, 915 nő volt. 1568 személy svájci (787 férfi, 781 nő), 299 pedig külföldi származású (165 férfi, 134 nő) volt.
2011-ben a 19 év alattiak 25, a 20 és 64 év közöttiek 60,7 és a 64 évnél idősebbek 14,4%-át alkották a település népességének.
A népesség számának alakulása 1850-től 2000-ig:

## Gazdasága
Gruyères mindig is egy vidéki város volt, ahova a környékbeli falvak és tanyák mezőgazdasági terményeit szállították és dolgozták fel. Korábban a kereskedelem a sajtok és a kis-, illetve nagy-állatok adásvételére koncentrálódott, de számos malom és egy lőporgyár is működött itt.
A település mezőgazdasága jelenleg is a tejtermékek készítésére, és a szarvasmarha-tenyésztésre épül. A városkát körülvevő legelők biztosítják a tej- és a húsiparnak a nyersanyagot. A környék legfontosabb tejipari terméke a világhírű Gruyère sajt. Ezek mellett a fakitermelésnek is fontos szerepe van. A szekunder szektorban megemlíthető a bútorgyártás, precíziós műszerek gyártása és a kézművesség is. A szolgáltató szektorban az éttermek és hotelek nyújtanak munkalehetőséget. A közigazgatásilag Gruyères-hez tartozó Epagny és Pringy többnyire olyan ingázók lakhelyéül szolgál, akik Bulle-ban dolgoznak.

### Turizmus

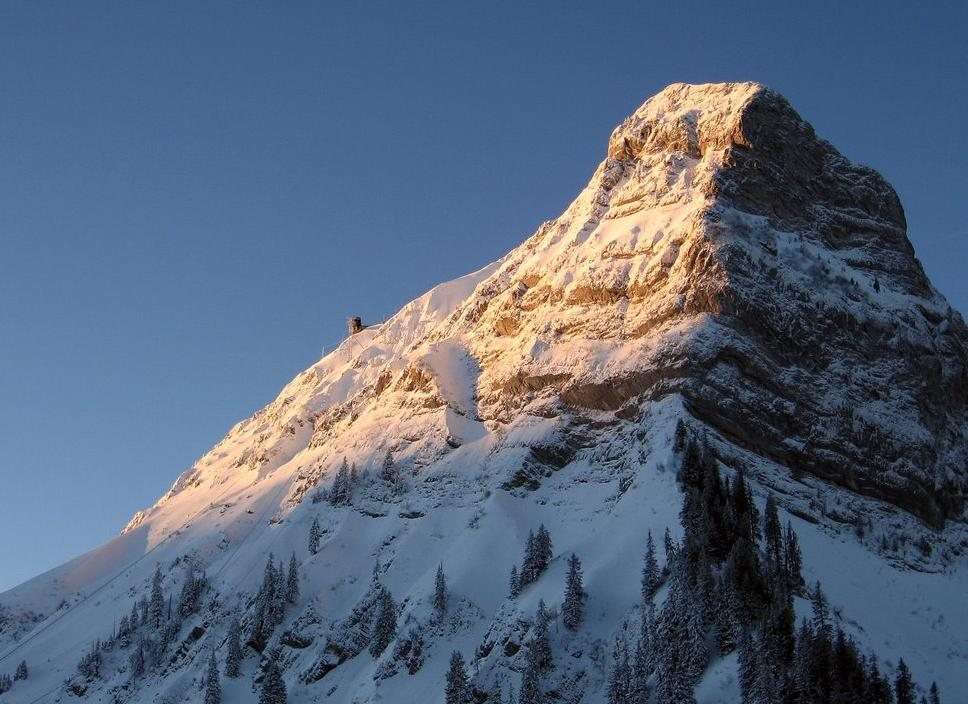
A Moléson hegy csúcsa

Gruyères a kanton egyik jelentős idegenforgalmi központja. Turisztikai látványosság a középkori városka és a kastély, melyben jelentős múzeumi gyűjtemény található, és egész évben számos kulturális program színhelyéül szolgál. A kastély kápolnájában megtekinthető az Alain Bordier Alapítvány által berendezett Tibet Múzeum. A H. R. Giger Múzeum a kiváló Oscar-díjas művész munkásságát mutatja be. A kastélydomb lábánál, Pringyben működik a La Maison du Gruyère sajtüzem, melyben megtekinthető a Gruyère készítése. 1998 óta drótkötélpályás felvonó vezet a Moléson hegycsúcsra. Moléson-Village a nyári és a téli idényben is kedvelt célpontja a turistáknak.

### Közlekedés
A település jól megközelíthető. A Bulle-tól Château-d’Œx-be tartó főúton található városka legközelebbi autópályacsatlakozása (A12-es autópálya) 9 km-re van.
1903. július 23-án üzembe helyezték a Bulle-Montbovon vasútvonalat, melynek egyik állomása Pringynél van. A település területének északi részén található Epagny vasútállomása, mely az 1912. június 24-én felavatott Bulle-Broc vonal része. A közszállítást a Transports publics Fribourgeois járatai biztosítják a Bulle-Gruyères-Moléson-Village és a Bulle-Epagny-Broc, illetve a Bulle-Epagny-Grandvillard útvonalon. A Gruyères és Broc közötti síkságon 1963-ban felavatták a Gruyères-i repteret.

## Látnivalók

### Óváros
A folyóhoz viszonyítva egy 100 m magas dombon található a történelmi óváros, melynek arculata a mai napig fennmaradt. A domb legmagasabb pontján áll a kb. 300 m × 100 m alapterületű kastély, melyet nyugatról a városka határol. A kastély falainak többsége épségben megmaradt, jelenlegi formáját a 15. században nyerte el. Déli oldalán áll a négyszögletű Chupia-Bârba-torony (melynek alapjai a 12. századig vezethetőek vissza), északkeleten pedig a 15. századi Le Belluard-szorító található.
Az óváros főutcáját két impozáns házsor zárja közre, melyek a 15. és a 17. század között épültek. Egyik ilyen épület az 1531-ben épült Maison de Chalamala, mely egy 14. századi udvari bolondról kapta a nevét. Chalamala már 1334-ben megjósolta, hogy a grófság Bern és Fribourg kezére kerül majd. A város közepén áll az 1705-ben épült Kálvária-kápolna, illetve a főutcán egy középkori díszkút is látható. A főutcában látható egy kőtömb, melybe öt különböző méretű mélyedés van vájva. Ez volt a várúrnak beszolgáltatott termények űrmértéke.

#### Kastély

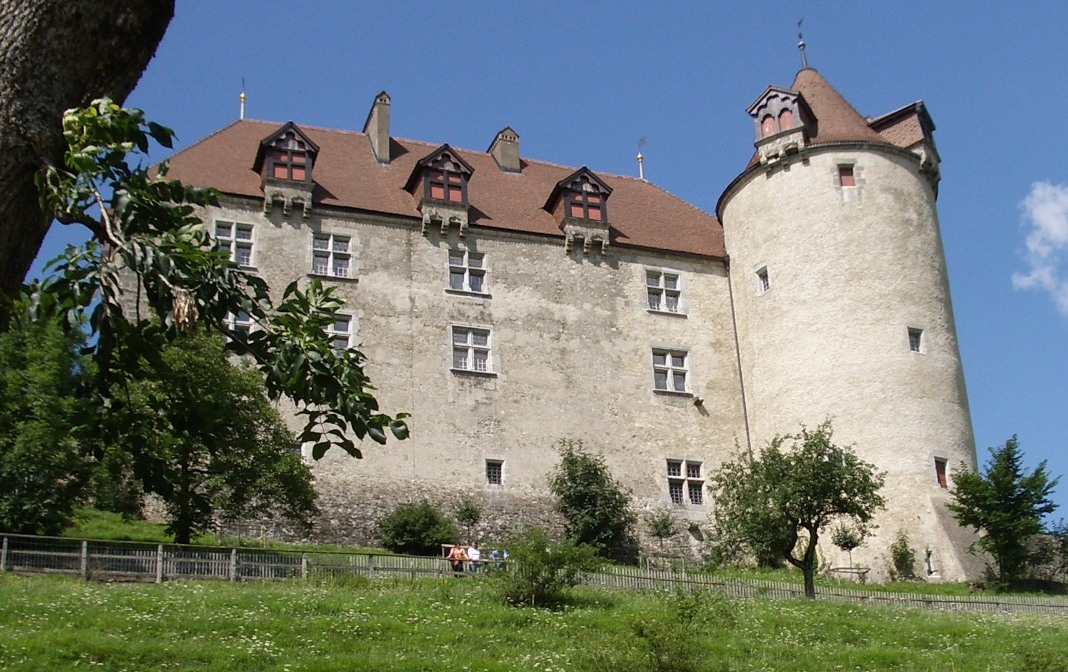
A Gruyéres-i kastély déli fala

A középkori város fölé tornyosuló kastély tulajdonosai Gruyères grófjai voltak, akik Nyugat-Svájc legjelentősebb nemesi családjai közé tartoztak. Eredetük ismeretlen, a 11. századtól a 16. századig 19 gróf neve ismert. Az utolsó gróf, Michel 1554-ben anyagilag tönkrement, hitelezői (Bern és Fribourg városai) egymás között felosztották birtokát. 1555-1798 között a kastély a helytartóság, majd 1848-ig a prefektus székhelye lett. 1849-ben a genfi Bovy család vásárolta meg, majd a Balland családé lett, akik nyári rezidenciaként használták, és művészekkel restauráltatták. 1938-ban a kanton visszavásárolta és múzeumot rendezett be falai között. 1993 óta egy alapítvány foglalkozik az épület fenntartásával és a gyűjtemény kezelésével.
A kastélymúzeumban az elmúlt évszázadok építészeti, történelmi és kulturális eseményeit lehet nyomon követni. A jelenlegi épület építése 1270-1280 körül kezdődött, a négyszögletű alaprajz hasonló a Savoyaiak által gyakran alkalmazott építészeti elvhez. A második nagy építkezési korszak a 15. század végére tehető, amikor Louis gróf 1476-ban az Államszövetség oldalán részt vett Károly burgundi herceg elleni harcokban. A katonai dicsőséget hivatott tükrözni a vár kinézete is: a külső udvart és a kápolnát, illetve a lakórészt is átalakították, a belső udvarban pedig egy nyolcszögletű tornyot építettek. A helytartóság idejéből, a 17.-18. századból származik a kastély barokk belseje. 1850 után Camille Corot, Barthélemy Menn és más ismert festők késő romantikus és historizáló festményekkel díszítették fel a termeket.
Jelenleg az állandó tárlat mellett időszakos kiállítások, multimédiás kastélytörténeti bemutatók és változatos kulturális rendezvények színhelye a kastély.

### Főtemplom
A kastélydomb déli lábánál, a városka szélén található a Saint-Théodule-templom, melyet a 13. század közepén alapítottak. Mai alakját 1860 körül nyerte el, miután egy tűzvész után felújították. Tornya 1680-ból, a szentélye pedig 1732-ből maradt fenn.

### Kápolnák
A városmagon kívül több kápolna is található:
- Chapelle du Berceau (épült 1612-ben; tatarozták 1939-ben)
- Chapelle Sainte-Agathe (Pringyben; épült 1811-ben)
- Chapelle Sainte-Agathe-et-Sainte-Barbe (Pringyben; épült 1823)
- Chapelle Sainte-Anne (Epagnyben; épült 1740-ben)

### Kolostor
A Saane mellékfolyójának, a Trême-nek a völgye fölött található a La Part-Dieu kolostor, melyet 1307-ben alapítottak. A karthauzi kolostor szoros kapcsolatot ápolt a La Valsainte kolostorral, melynek 1778-as megszüntetése után befogadta az ottani szerzeteseket. 1798-ban a franciák megszállták a rendházat, majd 1800-ban leégett, de 1805-re újjáépítették. 1848-ban bezárták a kolostort, a rend tagjai pedig Valsainte-ba költöztek, újra használatba véve az ottani létesítményt. Jelenleg is áll a templom és a rendház egy része, a kerengő azonban nem maradt fenn.

### Galéria

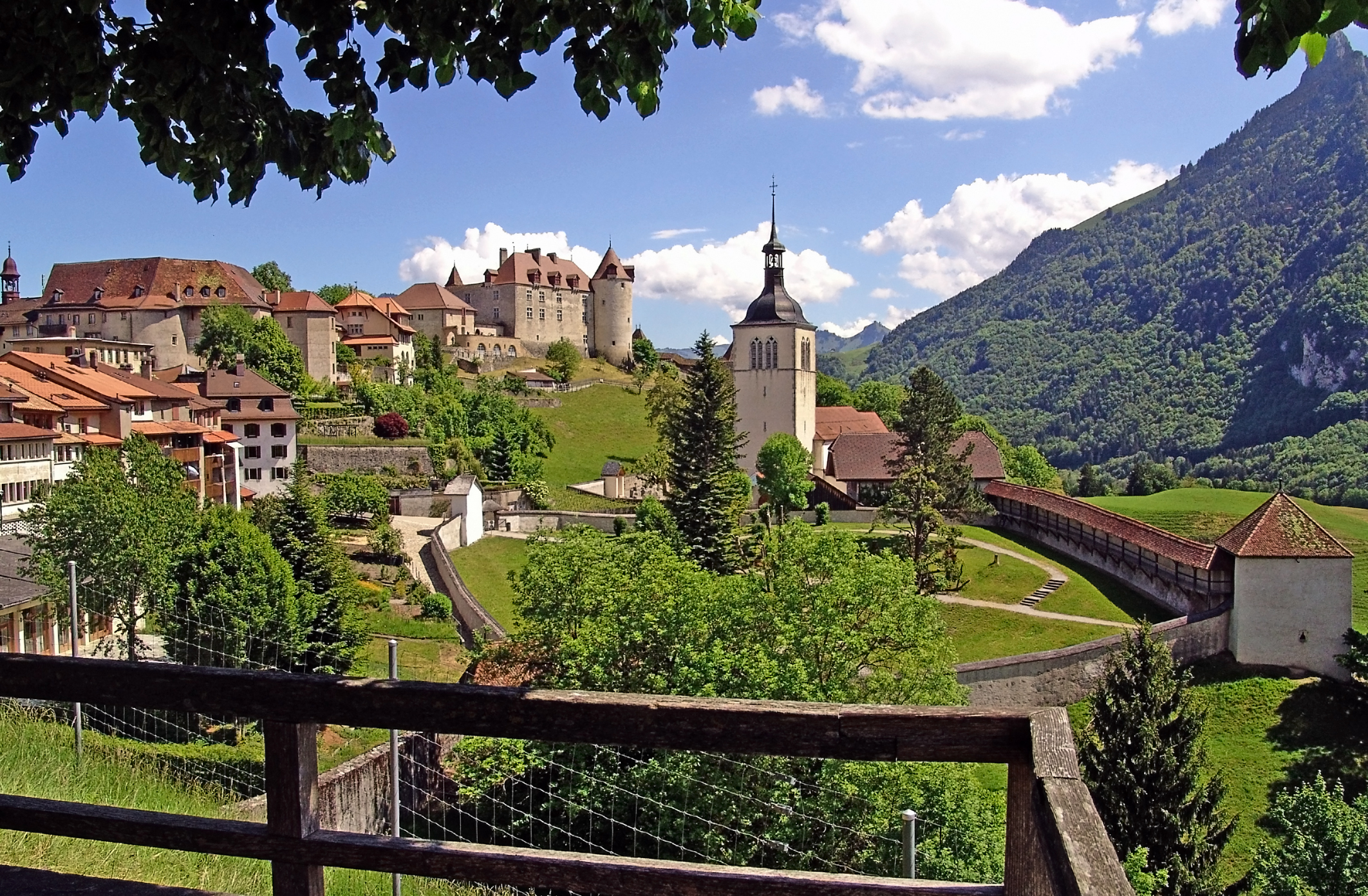
Gruyéres látképe, háttérben a kastéllyal
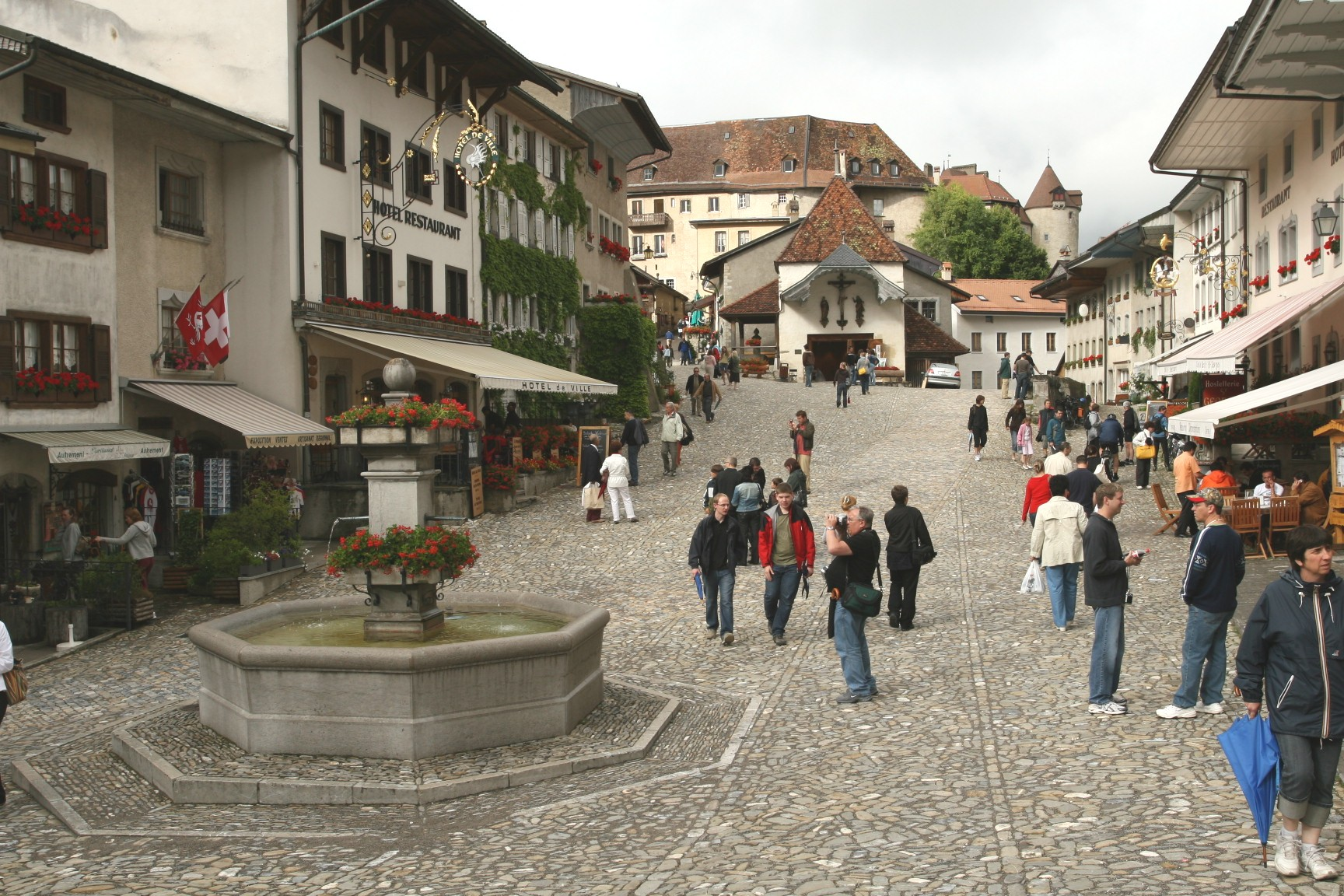
A városka főutcája
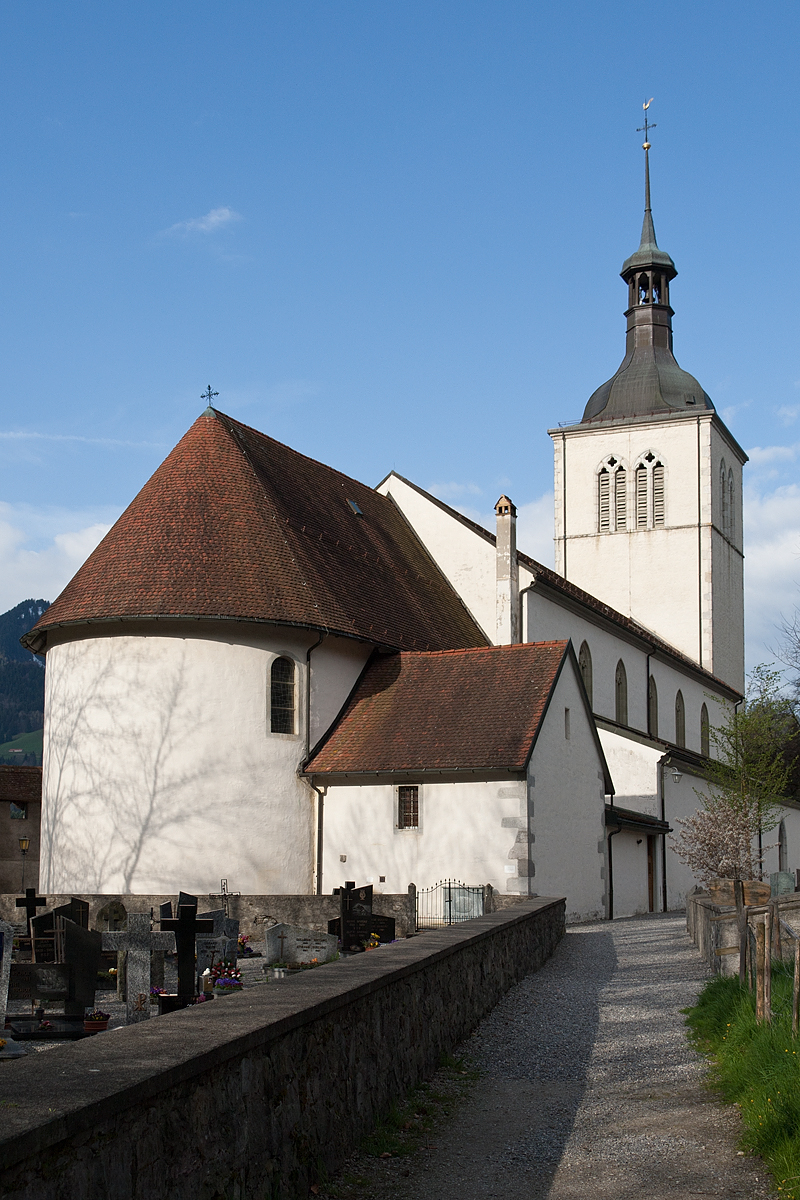
A Saint-Théodule-templom
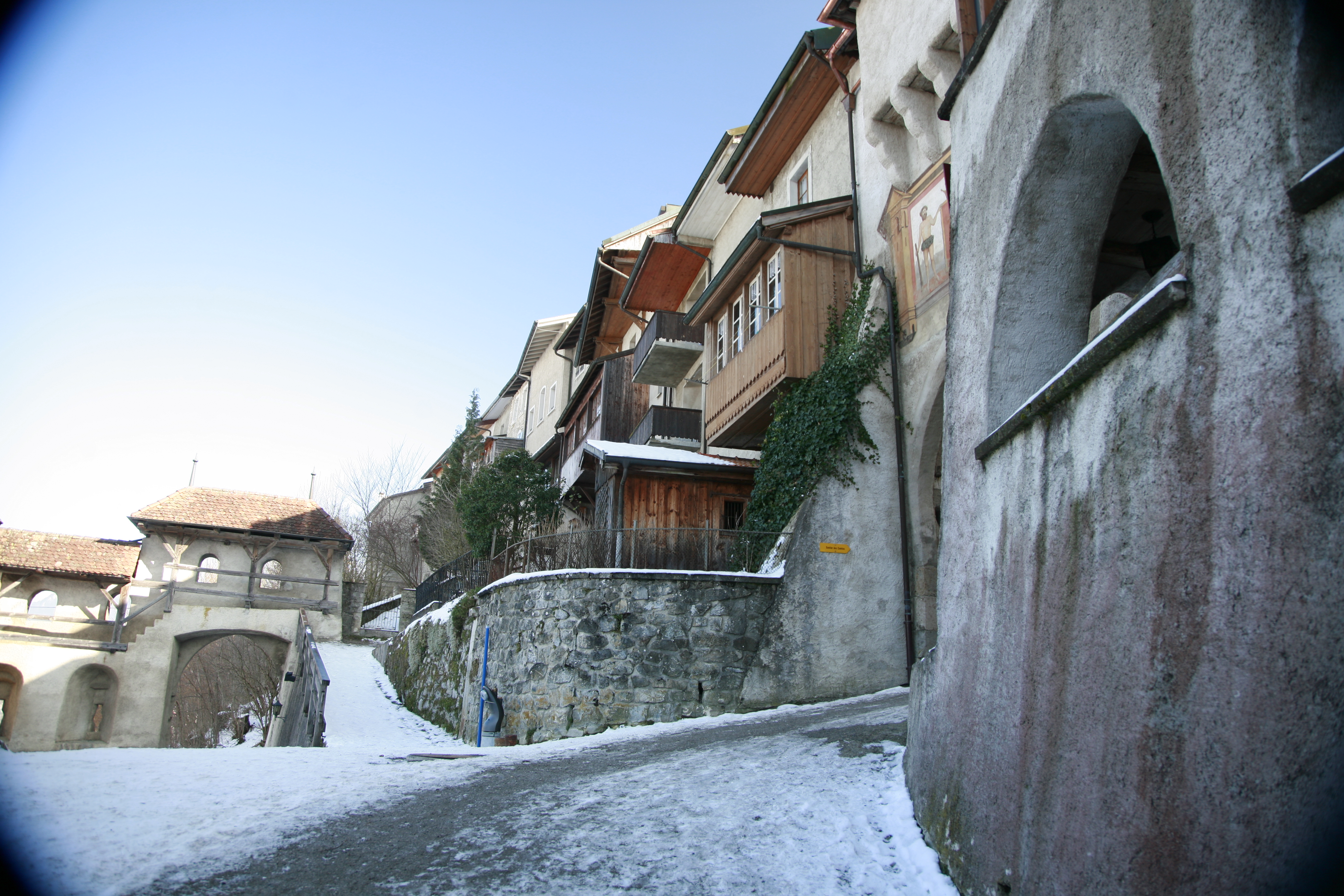
A város fala
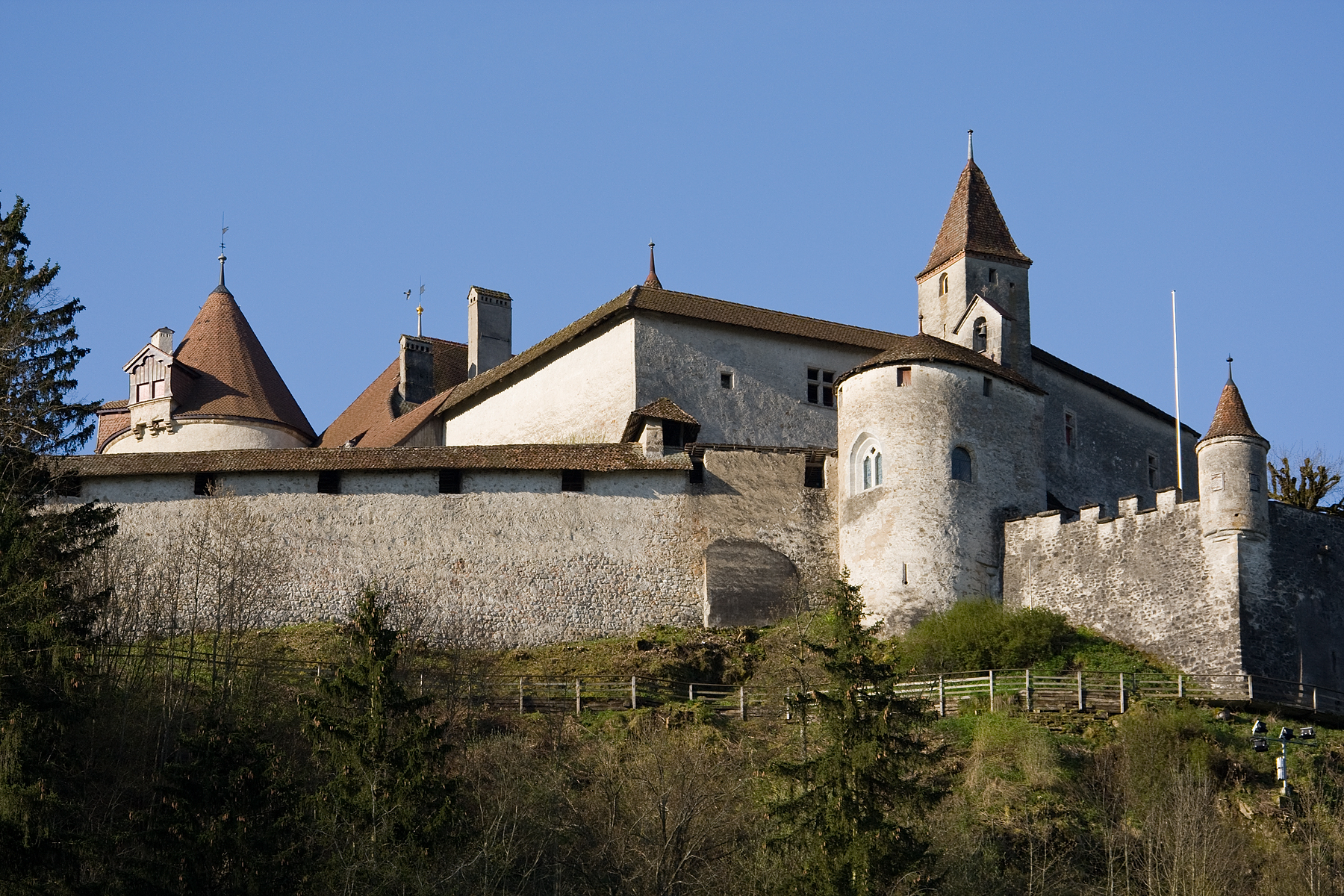
A Gruyéres-i kastély
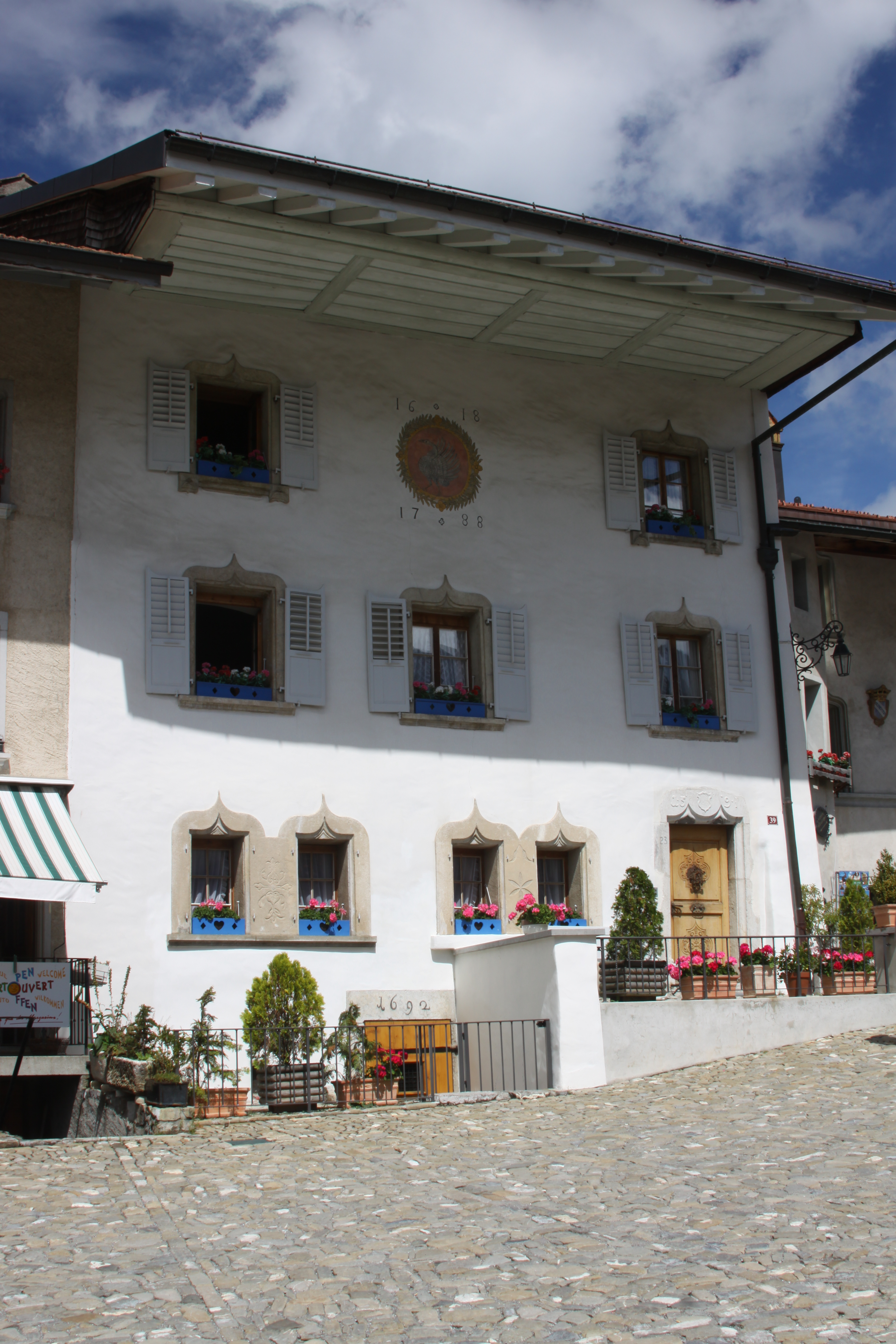
Régi lakóház
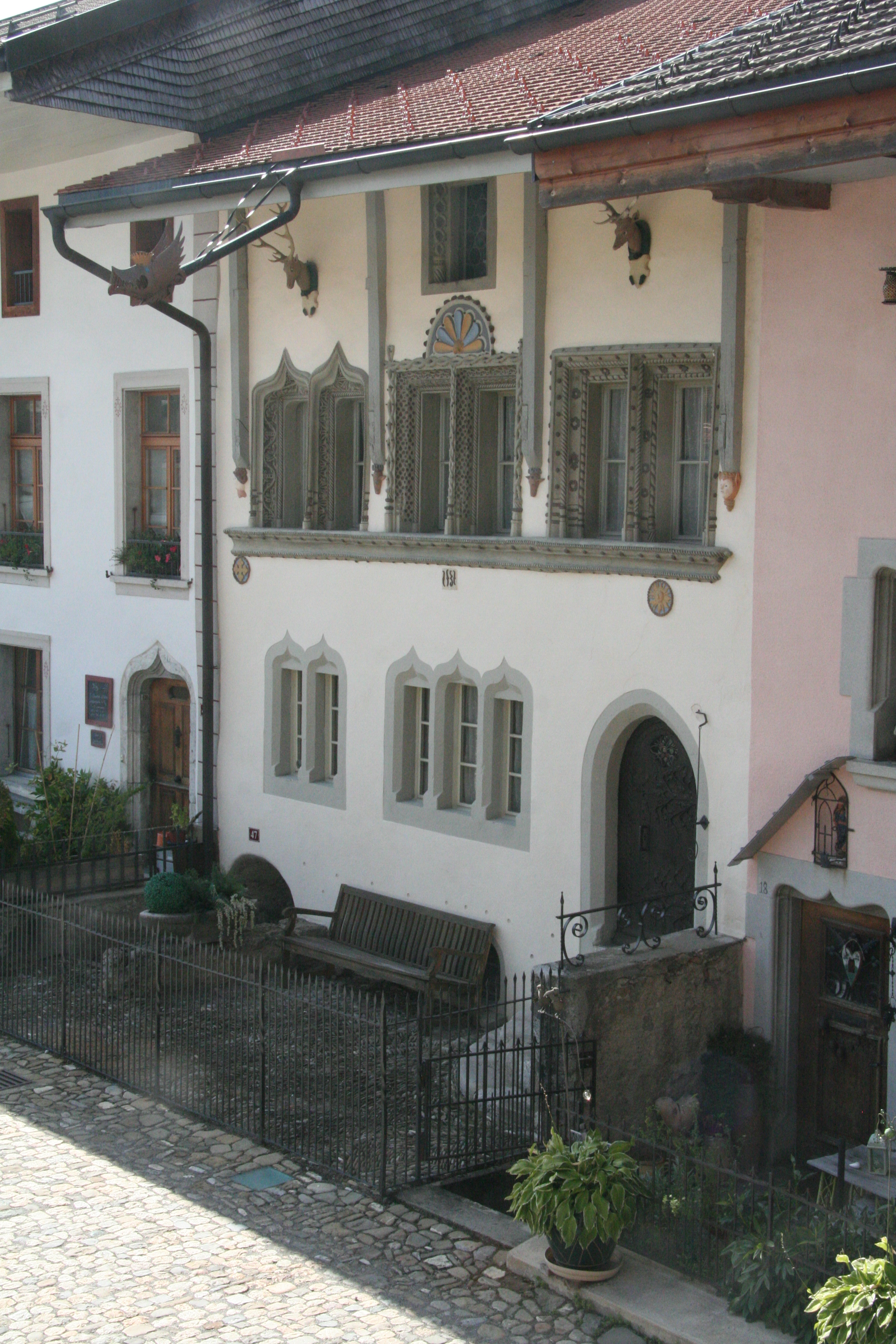
Maison de Chalamala
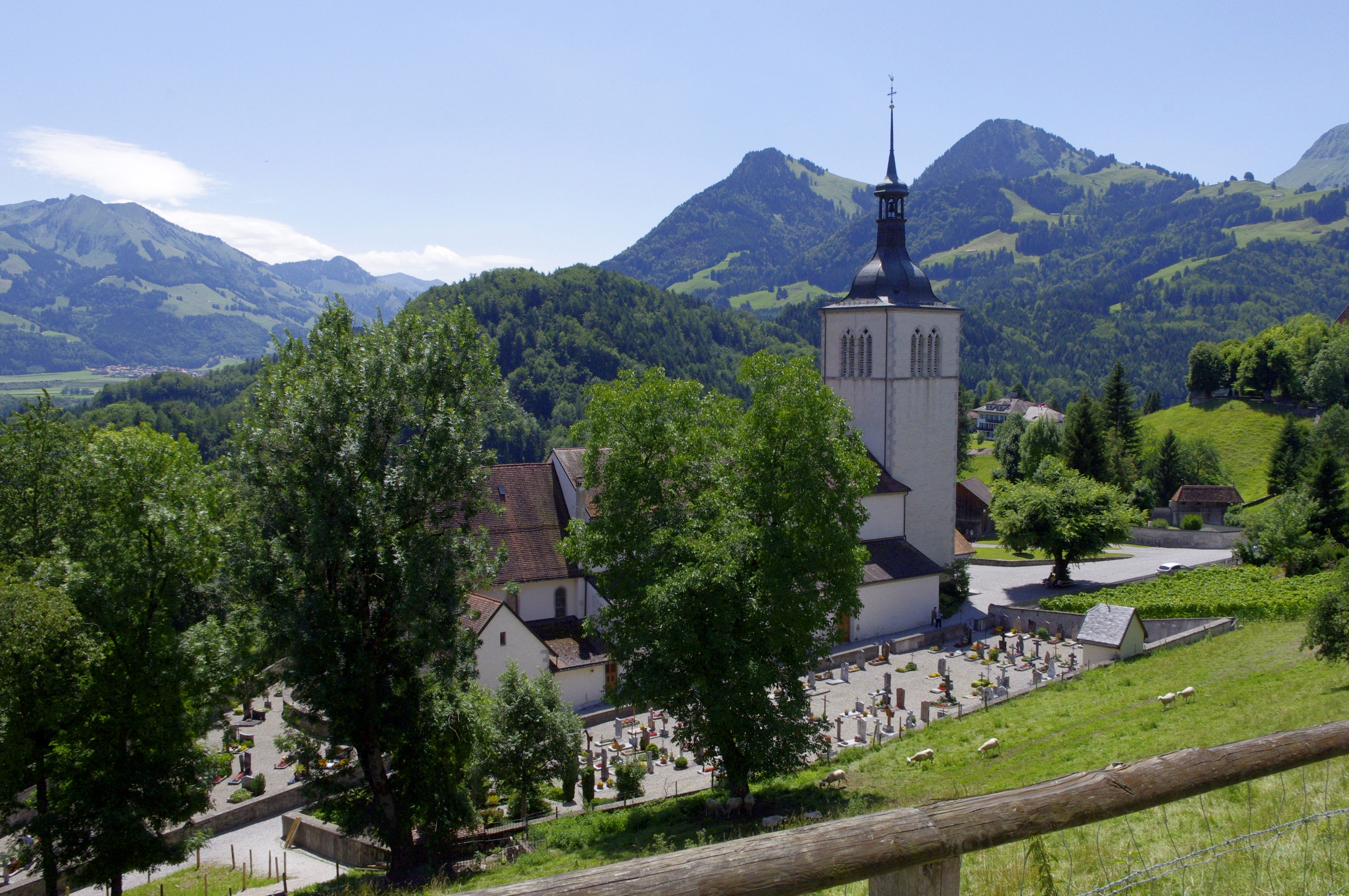
A Saint-Théodule-templom